# Solo chi cade può risorgere
Solo chi cade può risorgere (Dead Reckoning) è un film del 1947 diretto da John Cromwell

## Trama
Il capitano paracadutista Rip Murdock viene inseguito dalla polizia e si rifugia in una chiesa rivolgendosi a Padre Logan, anch'egli ex paracadutista, perché ha bisogno di chiedere consiglio a qualcuno di fiducia su quello che gli è capitato negli ultimi giorni; egli si sente infatti minacciato e in pericolo di vita.
Rip Murdock rientra negli Stati Uniti al termine della guerra insieme al commilitone Johnny Drake, entrambi sono in procinto di ricevere una decorazione ma, prima che questo avvenga, l'amico si dà alla fuga misteriosamente e Rip, ripresa la sua professione di detective, inizia ad indagare sulla sua sparizione e saputo di un incidente d'auto occorso due giorni prima (giorno della sparizione di Drake) si reca all'obitorio di Gulf City dove, ingannando con una scusa il tenente di polizia Kincaid, si fa mostrare i vari cadaveri in deposito, scoprendo poi Drake morto carbonizzato nell'incidente d'auto.
Durante le sue indagini emergono elementi inquietanti: l'amico infatti si era arruolato nell'esercito sotto falso nome, allo scopo di fare perdere le proprie tracce, dopo essere evaso dal carcere a seguito della condanna per l'omicidio del marito di Coral Chandler, una affascinante donna della quale si era invaghito.
Murdock, documentandosi sull'accaduto, si reca allora in un night club per interrogare Ord, il testimone dell'assassinio di Chandler; questi gli rivela che Drake gli aveva dato una lettera in codice cifrato da consegnare a lui, ma mentre sta per consegnargliela, viene richiamato all'ordine da Krause, lo scagnozzo di Martinelli, il proprietario del locale. Nello stesso tempo Murdock fa la conoscenza di Coral e Martinelli. Giocando alla roulette Coral perde 16.000 dollari, ma Murdock ai dadi riesce a rifondere i 16.000 dollari di Coral e a vincerne altri 16.000. Allorché egli si reca nell'ufficio di Martinelli per incassare la vincita, accetta un drink portato da Ord, il quale gli fa capire con un cenno che la bevanda è drogata. Nonostante ciò Murdock, per non mettere in pericolo Ord, beve il drink e cade in un sonno profondo.
La mattina dopo Murdock si sveglia nella sua camera da letto d'albergo e vede che nel letto accanto giace Ord privo di vita. Egli riesce in fretta a nascondere il cadavere prima dell'arrivo della polizia, avvertita da una segnalazione anonima.
Murdock ritiene che Martinelli abbia ucciso Ord per entrare in possesso della misteriosa lettera e nel frattempo confessa ciò all'affascinante Coral, di cui si è innamorato. Con l'aiuto di Coral e uno stratagemma per allontanare Martinelli egli si reca furtivamente nell'ufficio di questo e dopo una veloce ricerca riesce a trovare la lettera dell'amico. Improvvisamente sente un odore inebriante di gelsomino, il profumo di Coral, e cade in terra colpito. Quando si risveglia si ritrova di fronte a Martinelli che, per sapere il contenuto cifrato della lettera, lo fa malmenare da Krause. Tuttavia Murdock, dicendo a Martinelli di aver lasciato una lettera in albergo in cui lo accusa con prove della morte di Ord, riesce a ingannarlo e accompagnato da Krause in albergo riesce, all'arrivo della polizia e del tenente Kincaid che è sulle sue tracce, a fuggire.
Murdock sospetta di Coral e va nel suo appartamento per avere spiegazioni, lei afferma di essere innocente e che il profumo di gelsomino che egli ha sentito prima di essere colpito proveniva dai fiori fuori in giardino, alla fine ammette però di aver sparato al marito per legittima difesa e che Drake si è preso la colpa per proteggerla. Martinelli è però in possesso dell'arma del delitto con le sue impronte e per questo viene da lui tenuta in pugno e ricattata. Murdock, abbagliato dalla bellezza dell'affascinante Coral in lacrime, le crede. I due si prefiggono di lasciare la città per una nuova vita insieme, ma prima di ciò Murdock vuole recuperare l'arma incriminante per essere sicuro che Coral in futuro non abbia problemi con la giustizia, nonostante la stessa Coral lo supplichi di lasciar stare e di non rischiare la vita per lei.
I due si recano quindi da Martinelli, Coral è in attesa fuori in macchina con il motore acceso. Murdock si è portato dietro un paio di bombe incendiarie, trova Martinelli nel suo ufficio insieme a Krause e, facendo esplodere gli ordigni, manda a fuoco la stanza. Krause, preso dal terrore di finire carbonizzato, si getta fuori dalla finestra e il proprietario del club, sentendosi in pericolo di vita, gli consegna la pistola ma nello stesso tempo gli fa delle rivelazioni sorprendenti: Coral è sua moglie, lei ha ucciso Chandler per incassarne l'eredità e di proposito aveva fatto incriminare Drake. Murdock ascolta allibito tali verità a cui non vuole credere e intima a Martinelli di uscire dall'edificio in fiamme, ma mentre escono quest'ultimo viene ucciso da Coral con tre colpi di pistola.
Murdock salta in macchina e va via con Coral, ma atroci dubbi si insinuano nella sua mente ed accusa la donna di aver cercato di uccidere lui anziché Martinelli e che tutte le storie che ha raccontato sono false. Lei deve andare alla polizia per spiegare tutto, ma Coral non vuole finire sulla sedia elettrica e afferrando la pistola che Murdock ha in tasca la punta al suo fianco. Murdock allora accelera, l'auto corre all'impazzata ed esce fuori di strada. Egli sopravvive, ma Coral è ferita gravemente e Murdock la conforta nei suoi ultimi momenti di vita, quando lei gli confessa, in punto di morte, di non avere alcuna colpa per la morte dell'amico Drake.

## Distribuzione
Distribuito dalla Columbia Pictures Corporation, il film uscì nelle sale cinematografiche USA il 16 gennaio 1947 dopo essere stato presentato in prima il 2 gennaio 1947. Fu distribuito internazionalmente: sempre nel 1947, uscì anche in Svezia (12 maggio) e in Francia (a Parigi, il 3 settembre). Nel 1948, fu presentato a Barcellona il 12 gennaio, in Finlandia il 7 maggio e in Danimarca, il 20 agosto.

### Home Video
Il film è stato distribuito in DVD nel 2003 dalla Sony Pictures Entertainment.